# Mckinstryit
Mckinstryit ist ein selten vorkommendes Mineral aus der Mineralklasse der „Sulfide und Sulfosalze“ mit der idealisierten chemischen Zusammensetzung Ag5Cu3S4 und damit chemisch gesehen ein Silber-Kupfer-Sulfid. Da der Gehalt an Silber und Kupfer in der Formel strukturbedingt leicht variieren kann, wird oft auch die verallgemeinerte Formel Ag5-xCu3+xS4 bei x ≈ 0 bis 0,28 oder vereinfacht (Ag,Cu)2S angegeben.
Mckinstryit kristallisiert im orthorhombischen Kristallsystem und entwickelt bis etwa drei Millimeter große Kristalle, die oft zu körnigen Mineral-Aggregaten verwachsenen sind. Das Mineral ist in jeder Form undurchsichtig (opak) und zeigt auf frischen Oberflächen eine stahlgraue, auf polierten Flächen auch eine hellgräulichweiße Farbe mit einem metallischen Glanz. Nach längerer Zeit an der Luft verfärbt er sich dunkelgrau bis schwarz.

## Etymologie und Geschichte
Mckinstryit wurde erstmals im Bergwerk Foster (auch „Foster-Mine“) nahe dem Coleman Township in der kanadischen Provinz Ontario entdeckt. Die Erstbeschreibung erfolgte durch Brian J. Skinner, John Leslie Jambor und Malcolm Ross, die das Mineral nach dem amerikanischen Geologieprofessor Hugh Exton McKinstry (1896–1961) benannten. Skinner, Jambor und Ross sandten ihre Untersuchungsergebnisse und den gewählten Namen 1966 zur Prüfung an die International Mineralogical Association (interne Eingangs-Nr. der IMA: 1966-012), die den Mckinstryit als eigenständige Mineralart anerkannte. Publiziert wurde die Erstbeschreibung noch im Jahr der Anerkennung im Fachmagazin Economic Geology.
Typmaterial des Minerals wird in der Mineralogischen Sammlung der Geological Survey of Canada (GSC) in Ottawa unter der Sammlungs-Nr. 12136 (Holotyp), der Harvard University in Cambridge, Massachusetts unter der Sammlungs-Nr. 108804 und im National Museum of Natural History (NMNH) in Washington, D.C. unter der Sammlungs-Nr. 120056 aufbewahrt.

## Klassifikation
Bereits in der veralteten 8. Auflage der Mineralsystematik nach Strunz gehörte der Mckinstryit zur Mineralklasse der „Sulfide und Sulfosalze“ und dort zur Abteilung der „Sulfide etc. mit [dem Stoffmengenverhältnis] M(etall) : S(chwefel) > 1 : 1“, wo er zusammen mit Chalkothallit, Crookesit, Eukairit, Jalpait und Stromeyerit die „Stromeyerit-Eukairit-Gruppe“ mit der System-Nr. II/A.04 bildete.
Im zuletzt 2018 überarbeiteten und aktualisierten Lapis-Mineralienverzeichnis nach Stefan Weiß, das sich aus Rücksicht auf private Sammler und institutionelle Sammlungen noch nach dieser alten Form der Systematik von Karl Hugo Strunz richtet, erhielt das Mineral die System- und Mineral-Nr. II/B.06-20. In der „Lapis-Systematik“ entspricht dies ebenfalls der Abteilung „Sulfide, Selenide und Telluride mit [dem Stoffmengen]Verhältnis Metall : S,Se,Te > 1 : 1“, wo Mckinstryit zusammen mit Brodtkorbit, Eukairit, Henryit, Imiterit, Jalpait, Selenojalpait und Stromeyerit eine eigenständige, aber unbenannte Gruppe bildet.
Auch die seit 2001 gültige und von der IMA bis 2009 aktualisierte 9. Auflage der Strunz’schen Mineralsystematik ordnet den Mckinstryit in die Abteilung der „Metallsulfide, M : S > 1 : 1 (hauptsächlich 2 : 1)“ ein. Diese ist allerdings weiter unterteilt nach den in der Verbindung vorherrschenden Metallen, so dass das Mineral entsprechend seiner Zusammensetzung in der Unterabteilung „mit Kupfer (Cu), Silber (Ag), Gold (Au)“ zu finden ist, wo als einziges Mitglied die unbenannte Gruppe 2.BA.25b bildet.
Die vorwiegend im englischen Sprachraum gebräuchliche Systematik der Minerale nach Dana ordnet den Mckinstryit ebenfalls in die Klasse der „Sulfide und Sulfosalze“ und dort in die Abteilung der „Sulfidminerale“ ein. Hier ist er als einziges Mitglied in der unbenannten Gruppe 02.04.05 innerhalb der Unterabteilung „Sulfide – einschließlich Seleniden und Telluriden – mit der Zusammensetzung AmBnXp, mit (m + n) : p = 2 : 1“ zu finden.

## Kristallstruktur
Mckinstryit kristallisiert orthorhombisch in der Raumgruppe Pnma (Raumgruppen-Nr. 62) mit den Gitterparametern a = 14,047 Å, b = 7,805 Å und c = 15,691 Å sowie 8 Formeleinheiten pro Elementarzelle.

## Bildung und Fundorte
Mckinstryit bildet sich unter hydrothermalen Bedingungen bei Temperaturen unter 94,4 °C, da es oberhalb dieser nicht mehr stabil ist. Als Begleitminerale können je nach Fundort Aktinolith, Aragonit, Arsenopyrit, Balkanit, Baryt gediegen Bismut, Bornit, Calcit, Chalkosin, Chalkopyrit, Cinnabarit, Djurleit, Digenit, Pyrit, Rammelsbergit, gediegen Silber, Silberamalgam, Stromeyerit, Tennantit und Wittichenit auftreten.
Als seltene Mineralbildung konnte Mckinstryit nur an wenigen Fundorten nachgewiesen werden, wobei bisher (Stand: 2022) rund 65 Fundstätten dokumentiert sind.
In seiner Typlokalität, dem 1965 geschlossenen Bergwerk Foster, wurden hauptsächlich anstehende Silber-Vererzungen abgebaut, die in hydrothermalen Sulfid-Gängen mit Aktinolith und Calcit lagen. Insgesamt betrug die Silberausbeute 1,2 Mio. oz. was einer Menge von 34 t entspricht. Zusätzlich fielen aber auch rund 460.000 lbs (= 208,8 t) Cobalt sowie Kupfer (≈ 11 t) und Nickel (≈ 10 t) an. Neben Mckinstryit wurde hier auch das Mineral Larosit ((Cu,Ag)21PbBiS13) erstmals entdeckt.
Außer der „Foster Mine“ und der nahegelegenen „Silverfields Mine“ in Ontario trat das Mineral in Kanada noch in der „Echo Bay Mine“ und der Gegend um Port Radium am Großen Bärensee in den Nordwest-Territorien sowie in der „LaRonde Mine“ bei Abitibi in Québec auf.
In Deutschland kennt man Mckinstryit bisher nur aus der Grube Clara bei Oberwolfach in Baden-Württemberg und aus der Silberhütte bei Altenau in Niedersachsen.
Der bisher einzige bekannte Fundort in Österreich ist der Schwarzleograben bei Hütten in der Salzburger Gemeinde Leogang.
Weitere bisher bekannte Fundorte sind unter anderem:
Europa
- Vindfall (Gemeinde Sandviken) und Hasselhojden (Gemeinde Hällefors) in Schweden
- Bymarka und Godejorda (Trøndelag) sowie Bleikvassli (Nordland) in Norwegen
- die Goldlagerstätte Oleninskoe in der Oblast Murmansk (Halbinsel Kola)
- Lubin in Polen
- Banská Štiavnica (Schemnitz) in der Slowakei
- Vrančice und Milín in Tschechien
- die Sedmochislenitsi Mine (Sedmocislenici Mine) im Balkangebirge von Bulgarien
- die Lagerstätte Molodezhnoye nahe Verkhneuralsky in der Oblast Tscheljabinsk (Südural), Russland

Afrika
- Um Samiuki im Gouvernement al-Bahr al-ahmar (Rotes Meer) in Ägypten
- Tsumeb in Namibia

Asien
- die Zn-Pb-Cu-Lagerstätte Istala in der türkischen Provinz Gümüşhane (Vorderasien)
- das Gebiet um Jabal Zalm, Region Al-Qassim in Saudi-Arabien (Vorderasien)
- die Eisenlagerstätten Sarbaisk (Sarbay Mine) und Sokolovsk (Sokolovskiy Mine, Sokol'noye Mine) nahe Rudny im Gebiet Qostanai sowie die Gold- und Silberlagerstätte Tortkuduk (Tort-Kudak) im Gebiet Pawlodar in Kasachstan (Zentralasien)
- die Chadak Mine bei Namangan in Usbekistan (Zentralasien)
- Okinsky in Burjatien, Oblast Magadan und Region Transbaikalien im Fernen Osten Russlands
- Lishu (Siping), Zhaoyuan (Yantai) und Lingqiu in China (Ostasien)
- die Insel Sado und Ōdate auf Honshū sowie Koryu (Provinz Ishikari) auf Hokkaidō in Japan (Ostasien)

Australien und Ozeanien
- Arong Bakit auf Borneo in Malaysia
- Bogor in Indonesien
- Broken Hill (New South Wales) und Elizabeth Hill Mine bei Karratha (Western Australia) in Australien
- Waihi (Nordinsel) in Neuseeland

Nord- bis Südamerika
- Greens Creek im Juneau Borough (Alaska), Tombstone (Arizona), Creede im Mineral County und Georgetown am Clear Creek (Colorado) sowie Mogollon im Catron County und Black Hawk im Grant County (New Mexico) in den Vereinigten Staaten von Amerika (USA).
- Palmarejo (Chihuahua), Municipio Chínipas in Mexiko
- Colquechaca (Potosí) in Bolivien
- Serra Pelada (Pará) in Brasilien
- die Sierra Jardín, Provinz Copiapó in Chile
- Cerro Moro, Department Deseado, Argentinien